# رنگ لاک
رنگ لاک (لاکی) یک رنگینه مایل به قرمز طبیعی استخراج شده از لاکْ‌چوب (به انگلیسی sticklac) است، که یک ترشح از حشره کوکوس لاکا است.
رنگ لاک، بخش قابل حل لاک‌چوب است و به‌طور عمده از دو جز اصلی مبتنی بر آنتراکینون تشکیل شده‌است: لاکسائیک اسیدهای A,B؛ اجزای کوچکتر و جزئی، لاکسائیک اسیدهای C,D,E,F نیز جدا شده‌اند. اریترولاکسین دیگر جزء رنگ لاک است، اما می‌تواند توسط استخراج اتانول حذف گردد. علاقه‌مندی قابل توجهی در رنگرزی الیاف نساجی با رنگزاهای طبیعی، به خاطر زیست سازگاری با محیط زیست و به دلیل پایین بودن سمیت و واکنش‌های حساسیت زا وجود دارد.
رنگ لاک به‌طور گسترده به عنوان یک افزودنی غذایی طبیعی، وسایل آرایشی، همچنین یک رنگزا برای رنگرزی ابریشم و پنبه و پشم مورد استفاده قرار می‌گیرد. منظور از استفاده در رنگرزی پشم این است که فرش‌های با رنگ لاکی این گونه تهیه می‌شوند. در صورتی که از رنگ لاک برای رنگرزی الیاف پروتئینی مثل پشم و ابریشم استفاده شود باید در رنگرزی از دندانه نیز استفاده شود. جالب توجه است که رنگرزی پنبه با این رنگ در محیط اسیدی جهت یکنواختی بیشتر استفاده می‌شود و رنگرزی با کنترل pH با کمک یک بافر انجام می‌شود.

## کاربردها
با توجه به عدم سمیت و آلرژی زا نبودن این رنگ ؛ علاوه بر صنعت نساجی از آن در صنایع غذایی ، آرایشی و بهداشتی و ... نیز استفاده می گردد. از جمله مهمترین کاربردهای این رنگ می توان به صنعت قالی بافی و فرش ماشینی اشاره کرد. رنگ لاکی از قدیمی ترین رنگ هایی است که اثر آن را می‌توان از نقشه های شاه‌عباسی فرش مشهد تا فرش‌های ماشینی بافته شده در کاشان مشاهده کرد.